# Lubiana (torrente)
Il Lubiana è un torrente del alto appenninco tosco-emiliano che scorre interamente in provincia di Parma, affluente in destra del Taro.

## Corso del torrente
Il Lubiana nasce dall'unione di quattro rami sorgentizi il più lungo dei quali, chiamato Lubiana Scura si origina da una sorgente collocata a 1300 m.s.l.m sul monte Zuccone. Scorrendo in un vallone fittamente boscato il torrente perde quota raccogliendo il contributo di alcuni rii minori sino a ricevere in località Brela il torrente Lubianella, proveniente dall'abitato di Tarsogno, che drena le acque del monte Torletto.
Appena a valle della confluenza del Lubianella, il torrente riceve in destra il contributo della Lubiana dei laghi proveniente dalla zona del Passo di Centocroci prendendo a scorrere in direzione nord est in un vallone boscato, lasciata a sinistra la località Chiodi e a destra la località Boresasco il Lubiana riceve il contributo di numerosi corsi d'acqua minori sia in destra che in sinistra, fra i quali si ricorda il canale Sbundrassi.
In località Frazzoni il bosco comincia ad alternarsi al coltivo e il letto del torrente inizia infine ad allargarsi in un greto ciottoloso, ricevuto poi in destra in località Case Bartorelli l'ultimo affluente chiamato anch'esso torrente Lubianella, il Lubiana termina la sua corsa in Taro presso Pieve di Campi.

## Storia
Il torrente anticamente era noto con il nome di Ubiana, con tale denominazione infatti appare in un atto notarile del 9 luglio 1374.La ricchezza di acque che lo contraddistingue e la portata relativamente costante che lo contraddistingue per essere un torrente appenninico, ha favorito la costruzione sul suo corso di alcuni mulini, in special modo nel tratto in prossimità di Brela. Tali mulini in funzione dal settecento venivano utilizzati per la molitura del frumento del mais e della farina di castagne e rimasero in funzione sino agli anni cinquanta del XX secolo.

## Regime idrologico
Il Lubiana è un torrente dell'alto appennino settentrionale e pertanto è soggetto a magre stive e a piene improvvise in autunno, data l'abbondanza delle sorgenti nella zona di crinale dal quale il torrente prende origine, le magre estive non sono mai eccessivamente pronunciate. Dalla sorgente alla foce il Lubiana è lungo km e il suo bacino imbrifero è di 19. km2, delimitato da monte Zuccone, altro, Traforo e Carmine. La portata media è stimata in 0.69 m3/s all'immissione del torrente in Taro.